# Roko Prkačin
Roko Prkačin (Zagreb, 26 de noviembre de 2002) es un baloncestista croata, que pertenece a la plantilla del Nanterre 92 de la LNB Pro A. Con 2,06 metros de estatura, juega en la posición de ala-pívot. Es internacional con la Selección de baloncesto de Croacia.

## Trayectoria deportiva
Roko es hijo del exbaloncestista Nikola Prkačin, natural de Zagreb, es un jugador formado en la Cibona Zagreb.
En agosto de 2018, Cibona decidió ceder al jugador al KK Rudeš de la Segunda División. En enero de 2019, regresaría al primer equipo para jugar en la  A1 Liga, la primera categoría del baloncesto croata. El 12 de enero de 2019, Prkačin hizo su debut profesional y en la Liga Adriática con el Cibona en la derrota por 89–68 ante el KK Cedevita, logrando 6 puntos y 6 rebotes.En 5 partidos de la Liga Adriática en la temporada 2018-19, Prkačin promedió 2,2 puntos, 2,0 rebotes y 0,4 asistencias por partido.
El 24 de septiembre de 2020, Prkačin fue nombrado capitán del Cibona Zagreb, convirtiéndose en el capitán más joven en la historia de los clubes con 17 años y 10 meses de edad. Al finalizar la temporada 2020-21, Prkačin se declaró para el draft de la NBA de 2021 pero el 19 de julio de 2021, se retiró su candidatura al draft de la NBA de 2021.
El 20 de julio de 2022, firma por el Bàsquet Girona de la Liga Endesa.
El 4 de agosto de 2023, firma por el Club Baloncesto Gran Canaria de la Liga Endesa.El 5 de junio de 2024, se anunciaría su salida del club canario.
El 26 de junio de 2024 fichó por el Nanterre 92 de la LNB Pro A francesa.

### Selección nacional
El 27 de noviembre de 2020, un día después de cumplir 18 años, Prkačin hizo su debut con la Selección de baloncesto de Croacia en la clasificación para el EuroBasket 2022 en una victoria por 79–62 sobre Turquía, logrando 6 puntos y un rebote.
En septiembre de 2022 disputó con el combinado absoluto croata el EuroBasket 2022, finalizando en decimoprimera posición.